# 진 무왕
진 무왕(秦 武王, 기원전 329년
~ 기원전 307년, 재위：기원전 311년 - 기원전 307년)은 중국 전국시대의 진나라의 27대 군주이며 2대 왕이었다. 그는 진 혜문왕의 왕자로, 성은 영(嬴), 휘는 탕(蕩)이었다. 진 소양왕의 이복형이었다.

## 생애
기원전 311년 혜문왕이 붕어하자, 태자 탕(蕩)이 즉위하였다. 즉위한 태자 탕은 사후 무왕이라 불리었다. 혜문왕의 신하를 중용하였고, 상앙이 받았던 영지를 빼앗아 검중군(黔中郡)을 설치하는 성과도 거두었다. 승상제도를 도입하여 좌승상에는 저리질(樗里疾)을, 우승상에는 감무(甘茂)를 임명했다. 우승상 감무에게 의양(宜陽)을 정벌하고 낙양으로 들어가, 주나라 왕실 보물인 구정(九鼎)을 보고 장사 맹열(孟說)에게 들게 하여 맹열이 구정을 들어올리자, 호기심이 강한 무왕이 스스로 구정을 들다가 힘이 빠져 놓치게 되어 깔려서 죽게 되었다. 태자시절부터 모략가였던 장의와 어울리지 못하였고, 군신들은 장의를 참언하였다.

## 가족
- 처 : 도무왕후(悼武王后·武王后)[2]
  - 자녀 : 없음